# Roccavaldina
Roccavaldina (Roccavaḍḍina o 'A Rocca in siciliano) è un comune italiano di 994 abitanti della città metropolitana di Messina in Sicilia.
È un comune della Valle del Niceto, e le sue frazioni sono Cardà e San Salvatore.

## Storia
Lo storico Tommaso Fazello documenta il centro quattro miglia distante da Gualtieri Sicaminò, quest'ultima dista sei miglia dal castello di Milazzo, leggermente ad est rispetto alla cittadina di Santa Lucia del Mela. Nel breve raggio di un paio di miglia le cittadine di Condrò, Maurojanni, Venetico e Rometta.

### Simboli
Lo stemma è uno scudo d'argento in cui è raffigurato un castello rosso, addestrato da una torre cilindrica. Sulla facciata sono presenti un portone centrale ad arco e due finestre ordinate in fascia, invece sulla torre, altre due finestre una sull'altra. L'edificio è fondato sulla campagna di verde ed ha una merlatura alla guelfa, identica a quella che si trova sull'odierno prospetto principale del castello di Roccavaldina.
Il gonfalone è costituito da un drappo partito di bianco e di rosso.

## Società

### Evoluzione demografica
Abitanti censiti

## Cultura

### Festa del convito
La festa del convito è una particolare festa in onore di san Nicola e caratterizzata dalla benedizione, sacrificio e banchetto di un vitello. Secondo la tradizione, la festa si tiene ogni 10 anni la prima domenica di agosto e i due giorni precedenti.

## Monumenti e luoghi d'interesse

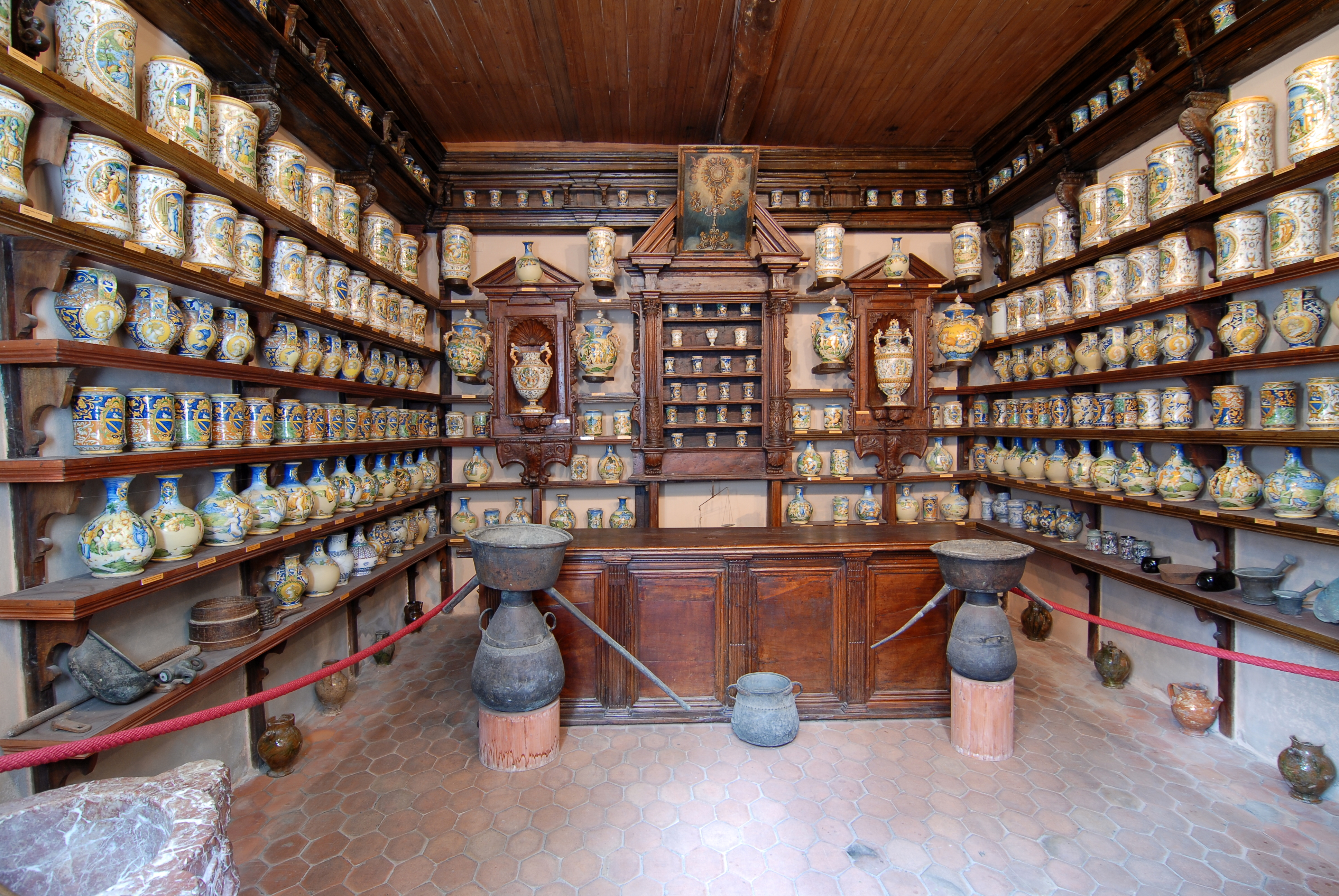
L'antica farmacia

### Architetture religiose
- Duomo di San Nicolò[9]
- Chiesa dei Santi Cosma e Damiano
- Chiesa di Maria Santissima della Catena
- Chiesa di San Francesco d'Assisi e Oratorio dei Filippini già chiesa di San Giovanni Battista e convento di Santa Cecilia dei religiosi dell'Ordine dei frati minori conventuali riformati o Cappuccini.
- Chiesa di Gesù e Maria
- Chiesa di San Pietro
- Cappella dell'Addolorata

### Architetture civili

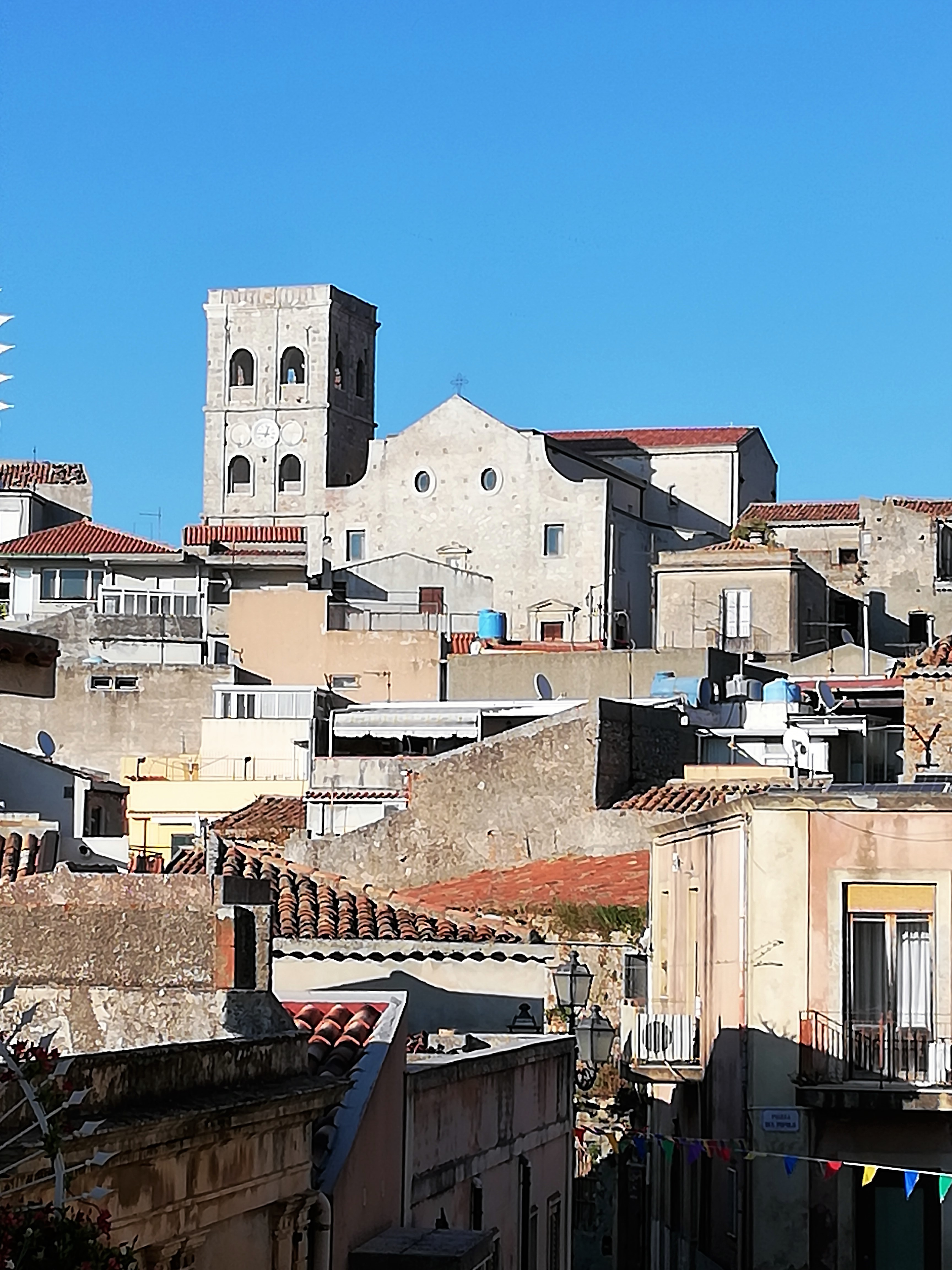
Il borgo con la chiesa madre di San Nicolò visti dalla loggia del castello.

- Antica farmacia. È un'antica bottega farmaceutica, una spezieria del XVI secolo. È nota a livello internazionale per il fatto che al suo interno, disposta su caratteristiche scansie in legno, si può ammirare un eccezionale corpus di vasi farmaceutici in ceramica urbinate della bottega dei Patanazzi. Un'anfora infatti porta la scritta "M. ANTONIO PATANAZI URBINI 1580". Il corredo fu acquistato, da un probabile commerciante messinese, tale Cesaro Candia, (il cui nome è dipinto su gran parte dei pezzi) da don Gregorio Bottaro che lo donò, nel 1628, alla Confraternita del Santissimo Sacramento di Roccavaldina, proprietaria della spezieria.[10] Anticamente tutte le farmacie erano dotate di contenitori in ceramica dove venivano conservati tutti i medicamenti in uso per le malattie conosciute. Ambienti quindi ben diversi rispetto a quelli che siamo abituati a vedere al giorno d'oggi. Il tempo naturalmente ha fatto sì che tanti oggetti peculiari di arti, professioni, commerci siano andati perduti o distrutti. A Roccavaldina, invece, ancor oggi è possibile rendersi conto di come poteva essere un interno di una farmacia del XVII secolo e soprattutto i 238 pezzi dell'insieme, magnificamente conservato, costituiscono un importante contributo per uno studio sull'evoluzione dell'arte della ceramica.

### Architetture militari
- Castello di Roccavaldina o palazzetto baronale di Rocca.

## Amministrazione
Di seguito è presentata una tabella relativa alle amministrazioni che si sono succedute in questo comune.
| Periodo          | Periodo          | Primo cittadino     | Partito              | Carica  | Note   |
| ---------------- | ---------------- | ------------------- | -------------------- | ------- | ------ |
| 28 giugno 1988   | 8 giugno 1993    | Antonino Giunta     | Democrazia Cristiana | Sindaco | [ 11 ] |
| 8 giugno 1993    | 1º dicembre 1997 | Antonino Giunta     | -                    | Sindaco | [ 11 ] |
| 1º dicembre 1997 | 28 maggio 2002   | Antonino Giunta     | lista civica         | Sindaco | [ 11 ] |
| 28 maggio 2002   | 15 maggio 2007   | Domenico Antonuccio | lista civica         | Sindaco | [ 11 ] |
| 15 maggio 2007   | 8 maggio 2012    | Domenico Antonuccio | lista civica         | Sindaco | [ 11 ] |
| 8 maggio 2012    | 12 giugno 2017   | Antonino Di Stefano |                      | Sindaco | [ 11 ] |
| 12 giugno 2017   | 11 giugno 2018   | Domenico Antonuccio | lista civica         | Sindaco | [ 11 ] |
| 11 giugno 2018   | "in carica"      | Salvatore Visalli   | lista civica         | Sindaco | [ 11 ] |

### Altre informazioni amministrative
Il comune di Roccavaldina fa parte delle seguenti organizzazioni sovracomunali: regione agraria n.9 (Colline litoranee di Milazzo).

## Infrastrutture e trasporti
Roccavaldina non è attraversata da nessuna grande via di comunicazione. Le strade che interessano il territorio comunale sono la Strada Provinciale n. 59 Torregrotta - Roccavaldina che collega il paese al centro di Torregrotta e alla Strada statale 113 Settentrionale Sicula; la Strada Provinciale n. 56 che raggiunge Rometta e la Strada Provinciale n. 57 che dalla precedente raggiunge le frazioni a valle e si ricongiunge alla SP 60 nei pressi di Torregrotta.
La fermata ferroviaria più vicina e di riferimento è la stazione di Torregrotta.